# Daenan Gyimah
Daenan Gyimah (ur. 16 stycznia 1998 w Scarborough) – kanadyjski siatkarz, reprezentant kraju, grający na pozycji środkowego.
Jego dziadkowie byli Polakami. Jego matka jest Kanadyjką, a ojciec pochodzi z Kumasi z państwa afrykańskiego Ghana. Zanim jeszcze został zawodowym siatkarzem wraz z rodzicami mieszkał w Los Angeles. Próbował sił w każdej dyscyplinie sportowej, grał w hokeja na lodzie, futbol amerykański, baseball, a nawet biegał na długie dystanse. Gdy miał 14-15 lat za namową starszej siostry o imieniu Aja zaczął chodzić na treningi siatkówki. Na University of California w Los Angeles studiował nauki polityczne.
Jest nie tylko siatkarzem, ale również raperem. Tworzy muzykę pod pseudonimem "Kofi". W 2016 roku wypromował swoje 2 piosenki pt. „Zombie” i „All For You”. W styczniu 2019 roku wylansował utwór pt. „Came Up ”. W połowie listopada 2024 roku wydał już jeden album pt. "PettyBoy" i podpisał kontrakt z dwiema wytwórniami m.in. z Red Bull Records w Los Angeles we wrześniu 2019 roku. Mieszkając w Scarborough w dzielnicy kanadyjskiego miasta Toronto inspirował się raperem Drake'iem. Kiedy był młodszy, lubił słuchać teledysków Akona i wielu artystów afrobeatowych. Po ukończeniu studiów na University of California w Los Angeles i przez kolejne 3 lata zajął się produkcją swoich piosenek.
Jego zasięg w ataku wynosi 380 cm, a w bloku 339 cm. Przed meczem podczas z jednych meczów play-off fińskiej Mestaruusliiga (2023/2024) w trakcie rozgrzewki jego wyskok w ataku na tablicy pomiarowej osiągnął zasięg 390 cm.
W całym sezonie francuskiej Marmara SpikeLigue (2024/2025) wśród wszystkich środkowych ligi uzyskał najlepszy wynik, gdyż miał 69 punktowych bloków.

## Sukcesy klubowe
Liga uniwersytecka MPSF Conference:
- 2018[16]

Liga uniwersytecka NCAA:
- 2018[17]

Mistrzostwo Finlandii:
- 2024[18]

## Sukcesy reprezentacyjne
Mistrzostwa Ameryki Północnej, Środkowej i Karaibów Juniorów:
- 2016[19]

Puchar Panamerykański Juniorów:
- 2017[20]

Mistrzostwa Ameryki Północnej, Środkowej i Karaibów:
- 2021[21]

Puchar Panamerykański:
- 2024[22]

## Udział siatkarza w pozostałych międzynarodowych turniejach w reprezentacji Kanady
Mistrzostwa Świata Juniorów:
- 8. miejsce 2017[23]

Puchar Panamerykański:
- 6. miejsce 2018[24]

Liga Narodów:
- 9. miejsce 2019[25]